# Synchlora xysteraria
Synchlora xysteraria är en fjärilsart som beskrevs av George Duryea Hulst 1886. Synchlora xysteraria ingår i släktet Synchlora och familjen mätare. Inga underarter finns listade i Catalogue of Life.

## Bildgalleri

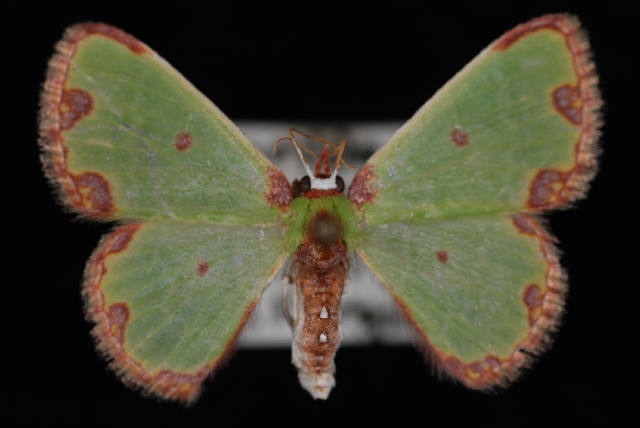
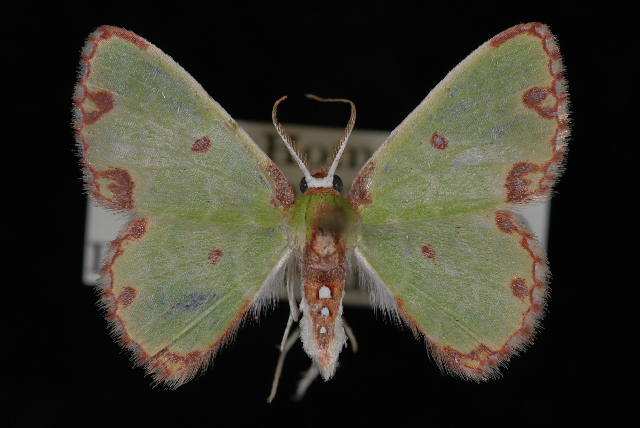